# 日清製粉グループ本社
株式会社日清製粉グループ本社（にっしんせいふんグループほんしゃ 英: NISSHIN SEIFUN GROUP INC.）は、 東京都千代田区神田錦町に本社を置く、日清製粉グループの持株会社である。日経平均株価の構成銘柄の一つ。
製粉分野では日本国内最大であり、ニップン、昭和産業、日東富士製粉とともに製粉大手4社を構成する。2019年度の製粉販売シェアは日清製粉38.9%、日本製粉23.8%、昭和産業9.4%、日東富士製粉7.4%である。
事業分野は製粉のみならず、食品、中食・惣菜、酵母・バイオ、健康食品、エンジニアリング、メッシュクロスと幅広い。海外では、米国および豪州の製粉企業を買収し、トルコにパスタの生産拠点を丸紅と合弁で設立した。
旧根津財閥系。2001年7月に、会社分割で事業部門を子会社化して持株会社となり、同時に社名を日清製粉株式会社から株式会社日清製粉グループ本社に変更した。現在の日清製粉株式会社は会社分割による新設子会社で、1900年に設立された初代日清製粉から法人としては数えて3代目になる。

## 日清を商号とする会社との関係
業種が異なる日清紡ホールディングスとは人的関係がないが、根津財閥出身企業として相互出資を行なっている。日清食品とは起源的には無関係であるが、製品の販売先として関係があり相互に株式を保有している。日清オイリオについても起源的には無関係であるが、原材料等の仕入れ関係があり相互に株式を保有している。日清医療食品とは、株式の相互保有もなく無関係である。また、山崎製パンとは相互に5%程度出資している。

## 沿革

### 館林製粉（1900年 - 1908年)
- 1900年（明治33年）10月 - 群馬県邑楽郡館林町（現・館林市）に館林製粉株式会社を設立。社長は置かず専務取締役に正田貞一郎[10]。
- 1906年（明治39年）12月 - 初代社長に根津嘉一郎[注 3]専務取締役に正田貞一郎就任[10]。

### 日清製粉（初代）（1907年 - 1908年)
- 1907年（明治40年）
  - 3月 - 横浜市に日清製粉株式会社（初代）を設立。初代社長は加藤八郎右衛門[10]。
  - 10月22日 - 館林製粉株式会社との間に合併仮契約を締結[10][注 4]。

### 日清製粉（2代）（1908年 - 2001年)
- 1908年（明治41年）2月 - 館林製粉株式会社が日清製粉株式会社（初代）を合併し、商号を日清製粉株式会社（2代）に改める[注 5]。本社を東京市日本橋区小網町2丁目11番地（現在の東京都中央区日本橋小網町）に移転。
- 1910年（明治43年）4月 - 大日本製粉株式会社を合併[10]。
- 1924年（大正13年）
  - 6月 - 2代目社長に正田貞一郎就任[10]。
  - 12月 - 讃岐製粉株式会社、九州製粉株式会社を合併[10]。
- 1926年（大正15年）
  - 2月 - 鶴見工場を建設し、日清製粉の代表工場として、小麦粉輸出の道を開く。
  - 10月 - 鈴木商店の主導により日本製粉と合併仮契約が締結されたが本契約直前で日清製粉側より拒絶し破談とする[12][13]。
- 1960年（昭和35年）- 関連会社である中外興業株式会社の社名を日清飼料株式会社に改称する。
- 1961年（昭和36年）- 日清飼料から配合飼料の製造、研究部門を譲り受る。
- 1962年（昭和37年）- 日清フーズ株式会社を設立。
- 1965年（昭和40年）- 日清フーズより製造・研究部門を譲り受ける。直系会社である日清長野化学工業株式会社の名称を日清化学株式会社に改める。
- 1966年（昭和41年）- 業務用ドーナツミックス類およびドーナツ製造機械の製造、販売を目的として米国のDCA Food Industries Inc.と提携し、合弁会社「日清ディー・シー・エー食品株式会社」を設立する。
- 1967年（昭和42年）- 日清フーズが関連会社のマ・マーマカロニ株式会社から販売部門を譲り受ける。
- 1970年（昭和45年）- 畜産事業を行うため、株式会社日清畜産センターを設立する。ペットフードの販売を行うため、日清ペット・フード株式会社を設立する。
- 1972年（昭和47年）- エンジニアリング業務を行うため、日清エンジニアリング株式会社を設立する。関連会社である大山ハム株式会社の名称を日清ハム株式会社に改める。
- 1978年（昭和53年）- 冷凍めん関連の事業を行うため、フレッシュ・フード・サービス株式会社を設立する。
- 1987年（昭和62年）- 日清フーズ株式会社及び日清化学株式会社を合併する。
- 1988年（昭和63年）- タイ王国に合弁会社「タイ日清製粉株式会社」を設立する。
- 1989年（平成元年）- 株式会社日清経営技術センターを設立する。カナダの製粉会社「ロジャーズ・フーズ株式会社」を買収する。
- 1991年（平成3年）- タイに合弁会社「タイ日清DCA株式会社」及び「日清STC製粉株式会社」を設立する。情報システム部が、日清情報システム株式会社として独立する。
- 1994年（平成6年）- DCA Food Industries Inc.が所有する、日清ディー・シー・エー食品の全株式を取得する。
- 1996年（平成8年）- 日清製粉と杏林製薬が折半出資の日清キョーリン製薬株式会社を設立する。アメリカでパスタの製造・販売を行うため、ワシントン州にメダリオン・フーズ・インクを設立する。
- 1997年（平成9年）- 日清ディー・シー・エー食品及びタイ日清DCAの社名を日清テクノミック株式会社及びタイ日清テクノミック株式会社に改める。冷凍食品事業を分社化し、日清フーズ株式会社を設立する。
- 1998年（平成10年）- 千代田区神田錦町一丁目に本社ビルを取得し、3月に移転。
- 1999年（平成11年）- 日清テクノミック株式会社を合併する。
- 2000年（平成12年）- 創業100周年を迎える。

### 日清製粉グループ本社（2001年 - )
- 2001年（平成13年）7月2日 - 持株会社化し、社名を株式会社日清製粉グループ本社とする。全事業は、日清製粉株式会社（3代）・日清フーズ株式会社・日清ファルマ株式会社に分社、日清飼料株式会社・日清ペットフード株式会社に事業譲渡された[14]。
- 2003年（平成15年）- 丸紅飼料が日清飼料を吸収合併し、日清丸紅飼料となった。
- 2010年（平成22年）12月 - 連結子会社であるオリエンタル酵母工業株式会社および株式会社NBCメッシュテックに対し、公開買付けを実施し、完全子会社化。
- 2014年（平成26年）6月 - Nisshin Seifun Turkey Makarna Ve Gida Sanayi Ve Ticaret A.S.を設立。
- 2016年（平成28年）9月20日 - 日清フーズ、オリエンタル酵母工業、日清アソシエイツが所有する大山ハムの株式をエア・ウォーターに譲渡[15]。
- 2019年（令和元年）7月 - 持分法適用関連会社トオカツフーズ株式会社の株式を追加取得し100％子会社化[16]。
- 2020年（令和2年）3月 - 日清ペットフード株式会社のペットフード販売事業をペットライン株式会社へ譲渡[17]。

## 歴代社長
館林製粉専務
- 正田貞一郎：1900年 - 1906年

館林製粉社長
- 根津嘉一郎：1906年 - 1924年

日清製粉社長
- 正田貞一郎：1924年6月 - 1936年12月
- 星野唯三：1936年 - 1945年
- 正田英三郎：1945年6月 - 1973年11月
- 石井良雄：1973年 - 1981年
- 佐伯孝：1981年 - 1986年
- 正田修：1986年6月 - 2001年7月

日清製粉グループ本社社長
- 正田修：2001年7月 - 2004年6月
- 長谷川浩嗣：2004年6月 - 2007年10月
- 村上一平：2007年10月 - 2011年3月
- 大枝宏之：2011年4月 - 2017年3月
- 見目信樹：2017年4月 - 2022年6月
- 瀧原賢二：2022年6月 -

## 関係会社

### 製粉
- 日清製粉（連結子会社）- 小麦関連製品製造
- フレッシュ・フード・サービス（連結子会社） - 冷凍食品関連商品販売、飲食店運営
- ヤマジョウ商事（連結子会社） - 特約店
- 石川（持分法適用会社） - 特約店、包装資材販売
- Miller Milling Company,LLC（連結子会社） - 小麦粉製造・販売
- Champion Flour Milling Ltd.（連結子会社） - 小麦粉製造・販売
- Rogers Foods Ltd.（連結子会社） - 小麦粉製造・販売
- Nisshin-STC Flour Milling Co.,Ltd.（連結子会社） - 小麦粉製造・販売

### 食品
- 日清製粉ウェルナ（連結子会社）- 小麦粉調整品製造・販売、小麦粉販売、加工食品販売、食品輸入
- 日清製粉プレミックス（連結子会社）- 小麦粉調整品製造・販売
- マ・マーマカロニ（連結子会社） - パスタ製造
- Thai Nisshin Technomic Co.,Ltd.（連結子会社） - 小麦粉調整品製造・販売
- 新日清製粉食品（青島）（連結子会社） - 小麦粉調整品製造・販売
- PT.Indonesia Nisshin Technomic - 小麦粉調整品販売
- Vietnam Nisshin Seifun Co.,Ltd.（連結子会社） - 加工食品製造
- Medallion Foods,Inc.（連結子会社） - パスタ製造
- Nisshin Seifun Turkey Makarna Ve Gida Sanayi Ve Ticaret A.S. - パスタ製造
- Thai Nisshin Seifun Co.,Ltd.（連結子会社） - パスタソース・冷凍食品製造

### 酵母・バイオ
- オリエンタル酵母工業（連結子会社） - 製菓・製パン用資材、生化学製品等製造・販売、ライフサイエンス事業

### 健康食品
- 日清ファルマ（連結子会社）- 健康食品・医薬品等製造・販売

### 中食・惣菜
- トオカツフーズ（連結子会社） -　弁当・惣菜等製造・販売
- イニシオフーズ（旧三幸）（連結子会社）- 食品製造・販売、販売店運営

### その他
- 日清ペットフード（連結子会社） - ペットフード製造・販売
- 日清エンジニアリング（連結子会社） - 工事請負他
- NBCメッシュテック（連結子会社） - メッシュクロス等製造・販売
- 日清丸紅飼料（持分法適用会社） - 配合飼料製造・販売
- 日本ロジテム（持分法適用会社）- 運送・倉庫業
- 日清サイロ（連結子会社）
- 阪神サイロ（連結子会社）
- 千葉共同サイロ（持分法適用会社）
- 日清アソシエイツ（旧･日清アイエスエル、旧･日清不動産などが合併し設立。日清製粉グループ全社の人事採用担当は、日清アソシエイツソリューション事業部である）

## 広報活動

### CI
- 日清製粉グループ本社が創業110周年を記念して制定されたキャラクター「コニャラ」を、スタジオジブリが製作した。キャラクターデザインを手掛けたのは鈴木敏夫[18]。。CMで登場している。
- 毎年4～6月にかけて開かれる東京競馬場での中央競馬開催に特別協賛している。スペインの菓子「チュロス」のデモンストレーション発売がある。

### CMタレント
- 木村文乃

### 提供番組

#### 現在
- 日経スペシャル ガイアの夜明け (テレビ東京)
- 朝だ!生です旅サラダ（ABCテレビ） - 提供開始時期不明

#### 過去
- 日経スペシャルカンブリア宮殿 (テレビ東京)